# Platyrrhinus aurarius
Platyrrhinus aurarius — вид родини листконосові (Phyllostomidae), ссавець ряду лиликоподібні (Vespertilioniformes, seu Chiroptera).

## Середовище проживання
Країни поширення: Гаяна, Суринам, Венесуела. Живе в тропічного лісі приблизно на висотах 500-1500 м. 

## Звички
В основному плодоїдний.

## Загрози та охорона
Вирубка лісів, пов'язана з видобутком золота і алмазів є загрозою. Живе в природоохоронних районах.